# Roosje Rave
Roosje Francina Rave (geb. Stamm, * 12. Juli 1950 in Utrecht, Königreich der Niederlande) ist eine deutsche Architektin.

## Leben
Roosje Rave studierte von 1969 bis 1975 Architektur an der Technischen Universität Berlin. 1986 bis 1990 war sie Partnerin im Büro Hildebrand + Partner. Seit 1990 ist sie Partnerin im Büro Rave Architekten, welches 1963 von Jan Rave (* 1934; † 2004) und Rolf Rave gegründet wurde.
Ihr Werk besteht neben Öffentlichen Bauten aus einer großen Zahl an Wohnbauten, u. a. im Kontext der Internationalen Bauausstellung 1987.
Seit 2006 arbeitet sie in einer Bürogemeinschaft mit ihrer Tochter Laura Rave.

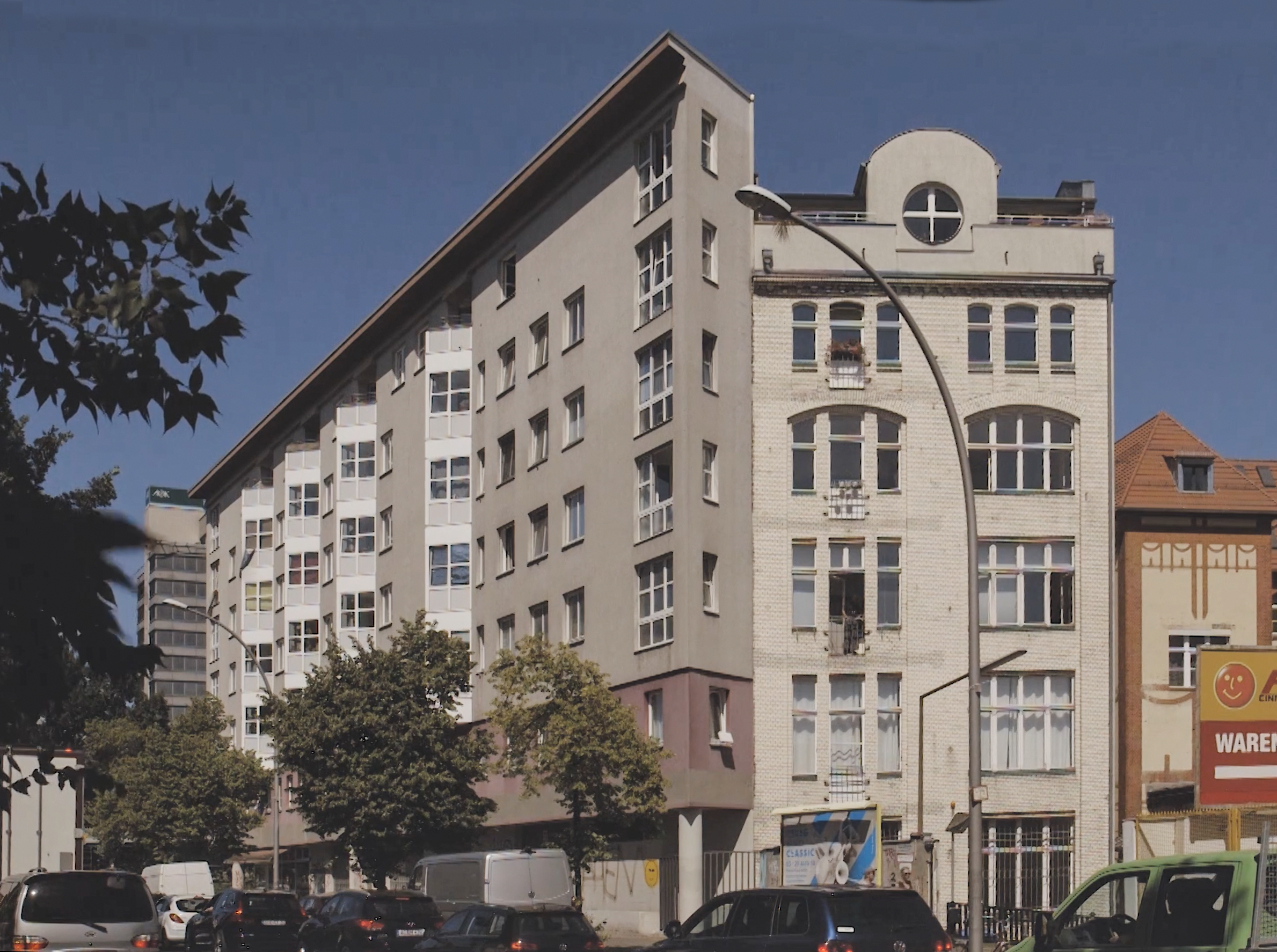
Appartementhaus am Mehringdamm